# 崎谷真琴
崎谷 真琴（さきや まこと、1985年8月9日 - ）は少女小説家。本名非公表。北海道出身、在住。
大学在学中に『イクライナの鬼』で2007年ロマン大賞佳作を受賞し、コバルト文庫でデビューした。

## エピソード
- ロマン大賞選考委員の大岡玲と古川日出男の対談では、大岡は「即戦力作家」だと褒めた。対して古川は「今回は作品に対するモチベーションが低いと思いました」と述べるものの、「才能のひらめきは随所に感じられる」と評価している。

## 作品リスト
- イクライナの鬼 （挿絵：羽原よしかづ）
- オークホールの白騎士（挿絵：羽原よしかづ）
- 精霊の島のシレネシリーズ（挿絵：沙月ゆう）